# Propoziție subordonată circumstanțială consecutivă
Propoziția consecutivă este propoziția circumstanțială care arată consecința (urmarea, rezultatul) îndeplinirii acțiunii sau însușirii exprimată în propoziția regentă. Răspunde la întrebarea: care e urmarea faptului că?  

## Elemente regente care cer o propoziție consecutivă[2]
- verb sau locuțiune verbală

A căutat cartea atât de mult/încât a obosit./
În așa fel și-au băut joc de ei,/că n-au făcut nimic.
A alergat atâta/ încât a obosit,/i s-a făcut rău./
- adjectiv sau locuțiune adjectivală

E așa de urâtă/încât nu te poți uita la ea./
Era așa de bătut în cap/că nu înțelegea nimic./

## Elemente de relație care introduc o propoziție consecutivă:[1][2]
- conjuncții și locuțiuni conjuncționale subordonatoare: încât, de, că, să, ca să, încât să, așa că, cât să, pentru ca să:

Atât de bine a răspuns,/încât a impresionat profesorii./ 
Vorbea așa de tare,/cât să-l auzi de departe./
Am amanat atât de mult,/de m-am săturat./
N.B. De obicei, în regenta propoziției consecutive sunt următoarele elemente corelative: 
- adverbe și locuțiuni adverbiale: așa (de), atât (de), astfel (de), destul de, în așa fel, într-atât, în așa măsură, într-un asemenea fel, îndeajuns.
- pronume și adjective pronominale nehotărâte: atât, atâta, atâția, atâtea:

Vorbește într-un asemenea fel,/încât nu-l înțelege nimeni./

## Contragerea și expansiunea propoziției consecutive
Propoziția consecutivă poate fi contrasă într-un complement circumstanțial consecutiv prin înlocuirea întregii propoziții cu o parte de vorbire care poate îndeplini funcția de complement consecutiv:
Ai învățat azi atât de mult,/încât te-ai epuizat./
Ai învățat azi atât de mult, până la epuizare.
Procedând invers, din complement consecutiv se obține o propoziție consecutivă: 
Mânca de speriat. Mânca,/încât te speria./

## Topica și punctuația[1][2]
Propoziția consecutivă are topică inversă, este așezată întotdeauna după regentă, de care se desparte prin virgulă.
Nu se desparte prin virgulă de regentă când este introdusă prin conjuncțiile: de, să, ca să, pentru ca să:
E prea mare/ca să intre pe această fereastră./
A mâncat/de m-a speriat./